# Smittium phytotelmatum
Smittium phytotelmatum är en svampart som beskrevs av Lichtw. 1994. Smittium phytotelmatum ingår i släktet Smittium och familjen Legeriomycetaceae.   Inga underarter finns listade i Catalogue of Life.